# معهد التنوع الزراعي البيولوجي
معهد التنوع الزراعي البيولوجي والتنمية الريفية - IBADER هو معهد بحثي جامعي، أنشئ في عام 2001، ويقع مقره في مدينة لوغو، تنتمي هذه المؤسسة إلى جامعة "سانتياغو دي كومبوستيلا "في حرمها الجامعي. يشاركها في العمل جامعات محلية تابعة لغاليسيا  ومدينة لوجو.

## أهداف المعهد
- دراسة تنفيذ فرص جديدة للتنمية الريفية في «غاليسيا، اسبانيا» من خلال الية البحث وإدارة التنوع البيولوجي والبيئة الريفية.
- لفتح دورات عمل جديدة لطلاب القطاع الزراعي، وبرامج تبادل الطلاب والأساتذة، خاصة في بلدان أمريكا اللاتينية.
- التعاون مع المراكز المماثلة، الأوروبية والأمريكية اللاتينية على حد سواء، في تدريب الفنيين المتخصصين من خلال تطوير برامج الدورة الثالثة
- ليكون منتدى دائمًا للاحتفال بالاجتماعات ومناقشة الأنشطة التي قد تفيد م منطقة «غاليسيا».